# Bâtiment central de Correos de Séville
 (octobre 2021).
Le bâtiment central de Correos est le siège central du service postal de Séville, situé avenue de la Constitution, en Andalousie. Il a été achevé en 1930 en style art déco, avec quelques caractéristiques néo-baroques. Il abrite les bureaux de l'opérateur postal espagnol Correos.

## Histoire
Le siège central du service postal de Séville à des débuts du XXe siècle se trouvait dans le bâtiment de l'ancien couvent augustin de San Acasio, qui avait été expulsé en 1810, pendant l'invasion française,.
La ville se préparait pour l'Exposition ibéro-américaine de 1929 et, comme partie du programme d'œuvres publiques réalisé, la Mairie a cédé un terrain afin de bâtir le nouveau siège de Correos, la poste espagnole. Le bâtiment a été confié en 1918 à Joaquín Otamendi (ainsi que Antonio Palacios, qui avait dessiné le palais des Communications de Madrid en 1905) [4] et Luis Lozano. L'édifice a été bâti entre 1927 et 1930. Il a été restauré entre 1988 et 1992.